# كلوريد الموليبدنوم الرباعي
كلوريد الموليبدنوم الرباعي (أو رباعي كلوريد الموليبدنوم) هو مركب كيميائي لاعضوي صيغته MoCl4 ويوجد على هيئة صلب أسود.

## التحضير
يحضر هذا المركب من اختزال كلوريد الموليبدنوم الخماسي بواسطة البنزين، أو كلوريد الموليبدنوم الثلاثي، أو رباعي كلورو الإيثيلين:.
{\displaystyle \mathrm {2\ MoCl5+C_{6}H_{6}\longrightarrow 2\ MoCl_{4}+C_{6}H_{5}Cl+HCl} }
{\displaystyle \mathrm {MoCl_{5}+MoCl_{3}\longrightarrow 2\ MoCl_{4}} }
{\displaystyle {\ce {2 MoCl5 + C2Cl4 -> 2 MoCl4 + C2Cl6}}}

## الخواص
يوجد هذا المركب في الشروط القياسية على هيئة صلب أسود، وله بنية بوليميرية.